# オマール・マスカレル
オマール・マスカレル・ゴンザレス （Omar Mascarell Gonzalez、1993年2月2日 - ）は、スペイン・サンタ・クルス・デ・テネリフェ出身のサッカー選手。RCDマジョルカ所属。ポジションはミッドフィールダー。

## 経歴

### クラブ

#### レアル・マドリード
地元サンタ・クルス・デ・テネリフェのクラブを経て、2010年にレアル・マドリードの下部組織に入団した。2011年からレアル・マドリード・カスティージャでプレーし、当時のトップチームの監督であったジョゼ・モウリーニョに抜擢される形で、2013年6月1日に行われたプリメーラ・ディビシオン第38節CAオサスナ戦に途中出場、トップチームデビューを飾った。しかし、以降はトップチームに定着できず、翌2013-14シーズンは再びカスティージャを主戦場とする。

#### ダービー・カウンティFC
分厚い選手層に阻まれ、トップチームに定着できず、2014年8月6日、チャンピオンシップのダービー・カウンティFCに1シーズンの契約でレンタル移籍。

#### スポルティング・デ・ヒホン
2015年8月3日にスポルティング・ヒホンに1シーズンの契約で再びレンタル移籍。

#### アイントラハト・フランクフルト
2016年7月6日、ブンデスリーガのアイントラハト・フランクフルトに移籍。契約期間は3年間で買い戻しオプション付きと報じられている。

#### シャルケ04
2018年6月28日、レアル・マドリードが買戻した上で、シャルケ04に2022年6月までの4年契約で移籍した。

#### エルチェCF
2021年8月23日、シャルケ04との契約を解消し、エルチェCFにフリー移籍で加入し、1年契約を結んだ。

#### RCDマジョルカ
2023年6月27日、RCDマジョルカに3年契約で移籍した。

#### 代表
2012年5月、赤道ギニア代表に招集されたが出場はなかった。2024年6月5日、2026 FIFAワールドカップ予選のチュニジア代表戦でA代表初出場。

## 所属クラブ
- レアル・マドリード・カスティージャ 2011-2014
- レアル・マドリード 2013
  -  ダービー・カウンティFC 2014-2015
  -  スポルティング・ヒホン 2015-2016
- アイントラハト・フランクフルト 2016-2018
- シャルケ04 2018-2021
- エルチェCF 2021-2023
- RCDマジョルカ 2023-

## タイトル

### クラブ
アイントラハト・フランクフルト
- DFBポカール : 2017-18